# متیو ابدن
ماتیو آبدان (انگلیسی: Matthew Ebden؛ زادهٔ ۲۶ نوامبر ۱۹۸۷) یک تنیس‌باز اهل استرالیا است.